# 渡名喜庸哲
渡名喜 庸哲（となき ようてつ、1980年 - ）は、日本の哲学研究者、立教大学教授。フランス哲学、社会思想史専攻。

## 人物・来歴
福島県生まれ。2002年一橋大学社会学部卒、2009年東京大学大学院総合文化研究科地域文化専攻博士課程単位取得退学。2006年カーン大学修士課程修了、2011年パリ第7大学博士課程修了、博士号取得。2014年慶應義塾大学商学部専任講師、2016年准教授、2020年立教大学文学部准教授、2023年教授。

## 著書
- 『レヴィナスの企て 『全体性と無限』と「人間」の多層性』勁草書房, 2021.1
- 『現代フランス哲学』ちくま新書、2023
- 『レヴィナス 顔の向こうに』 青土社、2024.11

### 共編著
- 『カタストロフからの哲学 ジャン＝ピエール・デュピュイをめぐって』森元庸介共編著. 以文社, 2015.10
- 『個と普遍 レヴィナス哲学の新たな広がり』杉村靖彦,長坂真澄共編. 法政大学出版局, 2022.1
- 『終わりなきデリダ ハイデガー、サルトル、レヴィナスとの対話』齋藤元紀,澤田直, 西山雄二共編. 法政大学出版局, 2016.11
- 『ピロット すいすい初級フランス語』原大地,ヴァンサン・デュランベルジェ, 川村文重,御園敬介共著. 朝日出版社, 2019.1

### 翻訳
- ルイ・サラ-モランス『ソドム 法哲学への銘』(暴力論叢書) 馬場智一,柿並良佑共訳. 月曜社, 2010.5
- ポール・ヴェーヌ『「私たちの世界」がキリスト教になったとき コンスタンティヌスという男』西永良成共訳. 岩波書店, 2010.9
- ピエール・ブーレッツ『20世紀ユダヤ思想家 来るべきものの証人たち』全3巻 合田正人, 柿並良佑,藤岡俊博, 三浦直希共訳. みすず書房, 2011-13
- ジャン=ピエール・ルゴフ『ポスト全体主義時代の民主主義』中村督共訳. 青灯社, 2011.11
- ジャン=リュック・ナンシー『フクシマの後で 破局・技術・民主主義』以文社, 2012.11
- ジャン=ピエール・デュピュイ『聖なるものの刻印 科学的合理性はなぜ盲目なのか』西谷修, 森元庸介共訳. 以文社, 2014.1
- 『レヴィナス著作集』全3巻、ロドルフ・カラン, カトリーヌ・シャリエ監修, 三浦直希,藤岡俊博共訳. 法政大学出版局, 2014-18
- ジャック・デリダ『最後のユダヤ人』(ポイエーシス叢書) 未來社, 2016.10
- サロモン・マルカ『評伝レヴィナス 生と痕跡』斎藤慶典,小手川正二郎共訳. 慶應義塾大学出版会, 2016.2
- クロード・ルフォール『民主主義の発明 全体主義の限界』太田悠介, 平田周, 赤羽悠共訳. 勁草書房, 2017.1
- ジェラール・ベンスーサン『メシア的時間 歴史の時間と生きられた時間』藤岡俊博共訳 (叢書・ウニベルシタス) 法政大学出版局, 2018.10
- グレゴワール・シャマユー『ドローンの哲学 遠隔テクノロジーと〈無人化〉する戦争』明石書店, 2018.8
- ジャン=ピエール・デュピュイ『カタストロフか生か コロナ懐疑主義批判』監訳. 明石書店, 2023.1